# 永井カイル
永井 カイル（ながい カイル、Kyle Nagai、1986年〈昭和61年〉 - ）は、日本の作曲家、編曲家、音楽監督。岐阜県出身。映画『カメラを止めるな!』にて、日本アカデミー賞受賞。堀江貴文出資舞台公演、小栗旬監督作品映画『1/96』にて楽曲提供。
2024年9月にATRASHGIVERを
ABUと共に結成。
NAGATAがMIXRECエンジニアとして参加。二川シンノスケ、Mamiiがvocalとして参加。

## 作品
- 映画『Last Wedding Dress』（2014年） - 音楽
- 映画『カメラを止めるな!』（2018年） - 音楽
- 楽曲「ACHIEVEMENT -アチーブメント- 」(2024年) - 音楽
- 楽曲「虹色の夢 - The stars shine -」(2024年) - 音楽
- 楽曲「X`mas Days -赤鼻のトナカイ-」(2024年) - 音楽

## 受賞歴
- 第42回日本アカデミー賞（2019年） - 優秀音楽賞「カメラを止めるな!」